# Municipalización de servicios
La municipalización de servicios, en el Derecho administrativo español, es un concepto que en su acepción general se manifiesta cuando por ley se establece que actividades hasta entonces privadas pasan a tener consideración de servicio público competencia de las administraciones municipales.
También puede entenderse que la municipalización se produce cuando una administración municipal decide asumir la titularidad de una actividad económica hasta entonces privada, con el fin de gestionarla o explotarla como servicio público de manera directa o indirecta.

## Remunicipalización de servicios
Cuando la administración municipal recupera un servicio que se había privatizado o externalizado temporalmente se habla de remunicipalización del servicio.